# Ctenotus mesotes
Ctenotus mesotes (середньосмугий гребневухий сцинк) — вид сцинкоподібних ящірок родини сцинкових (Scincidae). Ендемік Австралії.

## Поширення і екологія
Середньосмугі гребневухі сцинки мешкають на північно-західному узбережжі регіону Кімберлі в Західній Австралії та на сусідніх островах. Вони живуть в сухих евкаліптових лісах, серед опалого листя та пісковикових і латеритових валунів.